# Crkva sv. Katarine u Ljubitovici
Crkva sv. Katarine u Ljubitovici, općina Seget, zaštićeno kulturno dobro.

## Opis dobra
Crkva Sv. Katarine u Ljubitovici jednobrodna je crkva s četvrtastom apsidom, podignuta u 18. st. Građena je pravilnim kamenim kvadrima i pokrivena dvostrešnim krovom s pokrovom od crijepa. Produžena je u 19. st. i povišena za četiri reda kamena. Tada se gradi skladno pročelje neobaroknog stila. U unutrašnjosti je glavni brod od svetišta odijeljen trijumfalnim lukom. U podnožjuglavnog oltara uzidana je rozeta starije crkve. U inventaru crkve izdvajaju se drveni korpus Krista, kip Bogorodice s Djetetom i sv. Katarine, tirolske provenijencije, te slika „Sv. Ivan Trogirski s pastoralom i dvije goruće svijeće“ slikara A. Lalića.

## Zaštita
Pod oznakom Z-2601 zavedena je kao nepokretno kulturno dobro - pojedinačno, pravna statusa zaštićena kulturnog dobra, klasificirano kao "sakralna graditeljska baština".